# Stadtring Nord (Würzburg)
Der Stadtring Nord ist eine Straße, die als Teilstück der Bundesstraße 27 in Veitshöchheim beginnt, im Norden der Würzburger Innenstadt weiterverläuft, am Europastern zur Bundesstraße 8 wird und an der Anschlussstelle Kitzingen der Bundesautobahn 7 endet. Sie ist fast durchgehend vierspurig ausgebaut, jedoch sind im Bereich der Würzburger Innenstadt – zwischen der Veitshöchheimer Straße und dem Greinbergknoten – die Fahrspuren nicht baulich in Form von Leitplanken oder einem Bordstein voneinander getrennt.

## Zukunft
Schon seit längerer Zeit wird diskutiert, den Stadtring Nord zwischen der Grombühlbrücke und der Rotkreuzstraße zu begradigen, die Straße somit über das Gelände des heutigen Bahnbetriebswerkes zu leiten, das zu großen Teilen bereits nicht mehr genutzt wird, da wichtige Teile nach Nürnberg verlegt wurden. Konkret verfolgt wird dieses Projekt derzeit aber nicht.
Seit mehreren Jahren endet der vierspurige Ausbau an der Einmündung der Bundesstraße 22, einige hundert Meter vor der Autobahnanschlussstelle. Dieser Zustand soll im Rahmen des weiteren Ausbaus der Bundesstraße 8 beendet werden. Seit 2006 wird bereits an der Ortsumgehung von Biebelried gearbeitet, die Anschlussstelle Rottendorf soll im Zuge dessen zu einem „Kleeblatt“ umgestaltet werden, da diese Stelle momentan sehr unfallanfällig ist.